# Les Rouies
Les Rouies – szczyt w Alpach Delfinackich, części Alp Zachodnich. Leży w południowo-wschodniej Francji w regionie Owernia-Rodan-Alpy, przy granicy z Włochami. Szczyt można zdobyć ze schroniska Refuge du Pigeonnier (2423 m).